# William Trench (1er comte de Clancarty)
William Power Keating Trench, 1er comte de Clancarty (23 juin 1741-27 avril 1805; Ballinasloe, Irlande) est un aristocrate et homme politique irlandais et plus tard homme d'État britannique au moment de l'Acte d'Union. Sa famille, par l'intermédiaire de son fils Richard, devient un membre éminent et héréditaire de la noblesse néerlandaise.

## Biographie
Fils de Richard Trench (homme politique) (en) et de Frances Power, William est député à la Chambre des communes irlandaise et soutient les Whigs. Il représente le comté de Galway de 1768 à 1797 et est haut shérif du comté de Kilkenny en 1777. Il entre à la Chambre des lords irlandaise en tant que baron Kilconnel (créé le 25 novembre 1797), puis vicomte Dunlo (créé le 3 janvier 1801) en récompense de son soutien constant au parti Whig. Le 12 février 1803, il devient comte de Clancarty. Son choix du titre vient d'Elena MacCarty, épouse de John Power, fille de Cormac Oge MacCarty, vicomte Muskerry et sœur de Donough MacCarty, 1er comte de Clancarty. Il est donc le premier comte de Clancarty dans sa deuxième création. Il est remplacé par son fils Richard.
Le siège de la famille Trench est à Garbally à Ballinasloe.

## Famille
Le 30 octobre 1762, il épouse Anne Gardiner, fille de Charles Gardiner de Dublin et Florinda Norman, et sœur de Luke Gardiner (1er vicomte Mountjoy). William et Anne ont dix-neuf enfants:
1. Frances Trench (née en 1765, décédée en 1768)
2. Anne Trench (née en 1766, décédée le 21 novembre 1833), épouse William Gregory de Coole
3. Lady Florinda Trench (née le 3 août 1766, décédée le 9 février 1851), épouse William Handcock (1er vicomte Castlemaine)
4. Francis Trench (né en 1767, mort en 1805)
5. Charles Trench (né en 1767, mort en 1770)
6. Richard Trench (2e comte de Clancarty) (né le 19 mai 1767, décédé le 24 novembre 1837), épouse Henrietta Margaret Staples
7. Power Le Poer Trench, archevêque de Tuam (né le 10 juin 1770, décédé le 26 mars 1839), épouse Anne Taylor
8. Le contre-amiral William Le Poer Trench (né le 4 juillet 1771, décédé le 14 août 1846), épouse Sarah Cuppage et en secondes noces Margaret Downing
9. Le révérend Charles Le Poer Trench, archidiacre d'Ardagh (né en décembre 1772, décédé le 31 octobre 1839), marié à Frances Elwood
10. Thomas Le Poer Trench (né en 1774, décédé en juin 1795)
11. Luke Henry Le Poer Trench (né en novembre 1775, décédé le 24 juillet 1798)
12. Louisa Trench (née en 1776, décédée en 1785)
13. Frederick Trench (né en novembre 1778, décédé en 1800)
14. Colonel Robert Le Poer Trench (né en juillet 1782, décédé le 14 mars 1823), marié à Letitia Susanna Dillon (fille de Robert Dillon, 1er baron Clonbrock)
15. Elizabeth Trench (née en 1784, décédée le 30 mai 1877), épouse John McClintock (1770-1855) (en) de Drumcar
16. Harriet Trench (née en septembre 1785, décédée le 17 novembre 1855), épouse Sir Daniel Toler Osborne, 12e baronnet
17. Frances Mary Trench (née en octobre 1787, décédée le 22 novembre 1843), épouse Henry Monck (1er comte de Rathdowne)
18. Louisa Trench (née en mars 1789, décédée le 8 août 1852)
19. Emily Trench (née en septembre 1790, décédée en 1816), épouse Robert La Touche de Harristown